# Gastrorchis
Gastrorchis Thouars, 1809  è un genere di piante della famiglia delle Orchidacee, diffuso in Madagascar e nelle isole Mauritius e Reunion.

## Descrizione
La maggior parte delle specie è terrestre, ma alcune (p.es G. simulans) sono epifite.
Sono dotate di robuste radici e di piccoli pseudobulbi. Le foglie sono arcuate, da lanceolate ad ellittiche. L'infiorescenza è un racemo, che raggruppa un numero variabile di fiori di colore dal bianco al rosso porpora; sepali e petali sono molto simili, mentre il labello, è profondamente concavo, trilobato; il ginostemio è allungato e contiene 8 pollinii clavati. La mancanza di uno sperone è un carattere distintivo rispetto al genere Phaius, per il resto molto somigliante.

## Tassonomia
Il genere Gastrorchis appartiene alla sottofamiglia Epidendroideae (tribù Collabieae)
Comprende 9 specie:
- Gastrorchis francoisii Schltr., 1924
- Gastrorchis humblotii (Rchb.f.) Schltr., 1924
- Gastrorchis lutea  (Ursch & Toill.-Gen. ex Bosser) Senghas, 1984
- Gastrorchis peyrotii  (Bosser) Senghas, 1984
- Gastrorchis pulchra Humbert & H.Perrier, 1955
- Gastrorchis simulans (Rolfe) Schltr, 1924
- Gastrorchis steinhardtiana Senghas, 1997
- Gastrorchis tuberculosa (Thouars) Schltr., 1924
- Gastrorchis villosa (Thouars) J.V.Stone & P.J.Cribb, 2017